# Сансет (округ Монтејг, Тексас)
Сансет (енгл. Sunset, Montague County) насељено је место без административног статуса у америчкој савезној држави Тексас.

## Демографија
По попису из 2010. године број становника је 497, што је 158 (46,6%) становника више него 2000. године.
| Група             | 2000.       | 2010.       |
| Белци             | 317 (93,5%) | 459 (92,4%) |
| Афроамериканци    | 0 (0,0%)    | 5 (1,0%)    |
| Азијати           | 4 (1,2%)    | 1 (0,2%)    |
| Хиспаноамериканци | 11 (3,2%)   | 27 (5,4%)   |
| Укупно            | 339         | 497         |